# Hyeonnae-myeon
Hyeonnae-myeon (koreanska: 현내면) är en socken i Sydkorea. Den ligger i kommunen Goseong-gun och provinsen Gangwon, i den norra delen av landet, 160 km nordost om huvudstaden Seoul. Den norra delen av socknen gränsar mot Nordkorea och ligger därmed i Koreas demilitariserade zon (DMZ).